# Jon Bon Jovi
Jon Bon Jovi (født John Francis Bongiovi 2. marts 1962 i  Perth Amboy, New Jersey, USA) er en amerikansk sanger, musiker, sangskriver og skuespiller. Han er forsanger i rockbandet Bon Jovi og spiller bl.a. guitar, klaver, mundharmonika og trommer.
Han voksede op i Sayreville, og gik på Sayreville War Memorial High School. Han skiftede navn til Jon Bon Jovi, da han fik en pladekontrakt med Mercery Records (det senere Island Records). Jons fætter, Tony Bongiovi ejede pladestudiet the Power Station, hvor han fik arbejde som stik-i-rend-dreng. Efter den ordinære åbningstid, kunne han frit bruge studiet, hvilket han benyttede til at indspille sit demoalbum – hjulpet af sin onkel. Dette album blev senere udgivet i 1999 som John Bongiovi: The Power Station Years.
Den 29. april 1989 blev Jon Bon Jovi gift med sin kæreste fra gymnasietiden, Dorothea Hurley, i Graceland Chapel i Las Vegas, Nevada. Den 31. maj 1993 fødte hun parrets første barn, datteren Stephanie Rose, hvorefter 3 sønner er fulgt: Jesse James Louis Bongiovi (19. februar 1995), Jacob Hurley Bongiovi (7. maj 2002) og Romeo Jon Bongiovi (29. marts 2004).
Jon Bon Jovi har medvirket i en lang række film, samt i forskellige TV-serier.
Udover at have solgt over 120 millioner albummer med gruppen Bon Jovi, har Jovi selv udgivet de to soloalbummer, Blaze of Glory (1990) og Destination Anywhere (1997).
Jon har også arbejdet med velgørenhed inden for bl.a. de paralympiske lege, Amerikansk Røde Kors, the Elizabeth Glaser Pediatric AIDS Foundation, samt andre fonde og grupper. I september 2005 under en medvirken i et Oprah Winfrey-show donerede bandet Bon Jovi en million amerikanske dollar til hendes Angel Network.
I 2003 stiftede han det amerikanske fodboldhold Philadelphia Soul, som han efterfølgende også var ejer af. Holdet spiller i Arena Football League.

## Solodiskografi
- Blaze of Glory (1990), Soundtrack til filmen Young Guns 2
- Destination Anywhere (1997)

## Film og TV-serier
| - Young Guns II (1990) - Moonlight and Valentino (1995) - The Leading Man (1996) - Little City (1997) - Destination Anywhere (1997) - No Looking Back (1998) - Homegrown (1998) - Row Your Boat (2000) - U-571 (2000) - Pay It Forward (2000) - Vampires: Los Muertos (2002) - Cry Wolf (2005) - Pucked (2006) - New Years Eve (2011) | - Sex and the City (1999), medvirkede i et afsnit - Ally McBeal (2002), medvirkede i en længere periode som Allys håndværker/kæreste Victor Morrison - Las Vegas (2005), medvirkede i et afsnit - The West Wing (2006), medvirkede i et afsnit |

## Fodnoter
1. ↑  Navnet er anført på engelsk og stammer fra Wikidata hvor navnet endnu ikke findes på dansk.
2. ↑  Navnet er anført på catalansk og stammer fra Wikidata hvor navnet endnu ikke findes på dansk.
3. ↑  "Bon Jovi Donates to Oprah's Angel Network", www.looktothestars.org, 12. februar 2006